# Jan Emanuel Doležálek
Jan Emanuel Doležálek (22. května 1780, Česká Bělá – 6. července 1858, Vídeň) byl český hudební skladatel.

## Život
Studoval na gymnáziu v Jihlavě a současně zpíval v chrámovém sboru. Odešel do Vídně na studium práv, ale záhy se věnoval zcela hudbě. Jeho učitelem hudební teorie byl skladatel Johann Georg Albrechtsberger (1736–1809). Stal se dobrým zpěvákem a vynikajícím hráčem na klavír, varhany a violoncello. Skládal hlavně písně a živil se jako učitel hudby. Prostřednictvím jiného českého skladatele žijícího ve Vídni Václava Krumpholze se seznámil s Ludwigem van Beethovenem a stal se jeho důvěrným přítelem. Jeho vzpomínky na Beethovena publikoval A. W. Thayer. V soutěži o prestižní místo dvorního varhaníka však prohrál s Janem Václavem Voříškem.
Doležálek byl významnou postavou českého národního obrození. Účinkoval na slovanských besedách, zasloužil se o zavedení českých bohoslužeb ve Vídni, sbíral staré české tisky a podporoval mladé české umělce a studenty při jejich pobytu ve Vídni. Patřil mezi ně i František Palacký nebo houslový virtuóz Josef Slavík. Své písně komponoval zejména na básně obrozeneckého spisovatele Antonína Jaroslava Puchmajera a jeho přátel. Strávil dokonce tři dny ve vězení, když u něj byly nalezeny Epištoly kutnohorské Karla Havlíčka Borovského.

## Dílo
Doležálek byl především skladatelem písní. Kromě písní na české a slovenské texty komponoval i na texty německých básníků (6 Lieder von Schiller und Goethe).
Kromě písní je autorem několika klavírních skladeb. Tiskem vyšly:
- Variations pour le Pianoforte sur un theme de Mr Umlauf tiré du Ballet
- Douze Walzes
- Deux marches russes

Své pedagogické zkušenosti shrnul v klavírní škole: Navedení ke hře na piano.
Autorství mše Missa in D, uložené v Národním muzeu, je sporné.